# Ferdinand Klein

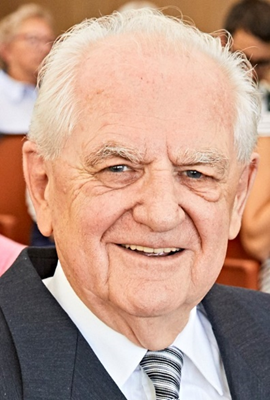
Ferdinand Klein

Ferdinand Martin Klein (* 10. Mai 1934 in Švedlár (deutsch: Schwedler), Tschechoslowakei) ist ein deutscher Universitätsprofessor für Heil- und Sonderpädagogik, lehrte zuletzt an der Pädagogischen Hochschule Ludwigsburg, Fakultät für Sonderpädagogik Reutlingen in Verbindung mit der Universität Tübingen.

## Leben und Wirken
Klein war u. a. fünf Jahre Lehrer der einklassigen Dorfschule in Pommer (Landkreis Forchheim), studierte Heil- und Sonderpädagogik in München, wirkte zwölf Jahre als Sonderschullehrer bzw. Rektor der Erlanger Lebenshilfe-Schule für Menschen mit geistiger Behinderung. Neben seiner beruflichen Tätigkeit widmete er sich dem Studium der Pädagogik, Psychologie, Neuropädiatrie, Soziologie und Philosophie. Nach seiner Promotion (1978) lehrte er an den Universitäten Würzburg, Mainz, Halle-Wittenberg (1992–1994 Aufbaudirektor des Instituts für Rehabilitationspädagogik der Martin-Luther-Universität) und an der Fakultät für Sonderpädagogik Reutlingen. Nach seiner Emeritierung (1997) war er tätig an der Masaryk-Universität Brno (Lehrstuhl für Spezialpädagogik der Pädagogischen Fakultät), von 2000 bis 2005 als DAAD-Gastprofessor an der Comenius-Universität Bratislava (Evangelische Theologische Fakultät, Lehrstuhl für Heilpädagogik der Pädagogischen Fakultät) und der Konstantin-Universität Nitra (Lehrstuhl für Fremdsprachen der Pädagogischen Fakultät, hier Aufbau des Studiengangs für Grundschullehrer „Deutsch als Fremdsprache“) und von 2005 bis 2012 an der im Jahre 1900 gegründeten weltweit ältesten Hochschule für Heilpädagogik: der Gusztáv-Bárczi-Fakultät für Heil- und Sonderpädagogik der Eötvös-Loránd-Universität Budapest. Seine ehrenamtliche Tätigkeit konzentriert sich auf die karpatendeutsche Minderheit in der Slowakei, ihre 900-jährige Geschichte (Tradition, Kultur und Dialekt-Sprache). Mit Ideen, Initiativen und Unterstützungen wirkt er besonders in seinem Heimatort Schwedler, aus dem er mit zehn Jahren vertrieben wurde.
Zu seinem 70. Geburtstag wurde ihm das Buch Beiträge zu einer Pädagogik der Achtung (Universitätsverlag Winter, Heidelberg 2004, ISBN 3-8253-8319-9) gewidmet. Darin beschreiben die Herausgeber Hartmut Sautter, Ursula Stinkes und Rainer Trost sein Leben und Werk (S. 7–13). Die Beiträge dieses Bandes diskutieren die von ihm vertretene „Pädagogik der Achtung“ des polnischen Arztes, Schriftstellers und Pädagogen Janusz Korczak. Seit seinem 18. Lebensjahr (Ferienarbeit in der Heil- und Pflegeanstalt Bruckberg (bei Ansbach) liegt ihm die Erziehung schwer- und mehrfachbehinderter Menschen am Herzen. Für ihn gibt es keinen bildungsunfähigen Menschen. Seine breit gefächerten und auf die Praxis konzentrierten Forschungsschwerpunkte umfassen: Korczak-Pädagogik, Anthroposophische Heilpädagogik, Autismus, basal-dialogische Erziehungsprinzip, Grundfragen der Heil- und Sonderpädagogik, pädagogische Forschungsmethoden, international vergleichenden Heil- und Sonderpädagogik, Integrations- und Inklusionspädagogik. Er hat seinen Vorlass dem Internationalen Archiv für   Heilpädagogik übergeben; hier können seine gesamten Veröffentlichungen im Findbuch des Online-Katalogs gelesen werden.

## Schriften
Sein Schriftenverzeichnis umfasst neben rund 700 Beiträgen in Fachzeitschriften, Handbüchern und Sammelwerken folgende Bücher:
- Bilderlesebuch für geistig Behinderte. Auer Verlag, Donauwörth 1974, ISBN 3-403-00491-0.
- Schülerarbeitsblätter zum Bilderlesebuch. Auer Verlag, Donauwörth 1974, ISBN 3-403-00546-1.
- Lehrerheft zum Bilderlesebuch für geistig Behinderte. 3. Auflage. Auer Verlag, Donauwörth 1991.
- Bilderlesebuch für die Kleinsten. Auer Verlag, Donauwörth 1974, ISBN 3-403-00491-0.
- Arbeitsblätter zum Bilderlesebuch für die Kleinsten. Auer Verlag, Donauwörth 1974, ISBN 3-403-00546-1.
- Elternheft zum Bilderlesebuch für die Kleinsten. Auer Verlag, Donauwörth 1974.
- Die häusliche Früherziehung des entwicklungsbehinderten Kindes. Ein Beitrag zur pädagogischen Praxis. Klinkhardt Verlag, Bad Heilbrunn 1979, ISBN 3-7815-0406-9.
- Janusz Korczak. Sein Leben für Kinder – sein Beitrag für die Heilpädagogik. 2. Auflage. Klinkhardt Verlag, Bad Heilbrunn 1997, ISBN 3-7815-0918-4.
- Inklusion von Anfang an. Bewegung, Spiel und Rhythmik in der inklusiven Kita-Praxis. Bildungsverlag EINS, Köln 2012, ISBN 978-3-427-40156-8.
- Handreichung für das Schreiben wissenschaftlicher Arbeiten im Studien- und Forschungsfeld der Heilpädagogik. BHP-Verlag, Berlin 2016, ISBN 978-3-942484-26-8.
- Heilpädagogik im Dialog. BHP-Verlag, Berlin 2017, ISBN 978-3-942484-30-5.
- Die Oberuferer Spiele im Wandel der Zeit. Erinnerungen an ein christliches Kulturgut. Slovenské národné múzeum-Múzeum kultúry karpatských Nemcov/Slowakisches Nationalmuseum-Museum der Kultur der Karpatendeutschen, Žižkova 14, SK-81436 Bratislava, INEAL, spol. s.r.o., 2017.
- Inklusive Erziehung in der Krippe, Kita und Grundschule. Heilpädagogische Grundlagen und praktische Tipps im Geiste Janusz Korczaks. Verlag Burckhardthaus bei Osterbebrink, c/o Körner Medien UG, München 2018, ISBN 978-3-96304-601-8.
- Mit Janusz Korczak Inklusion gestalten. Verlag Vandenhoeck & Ruprecht, Göttingen 2018, ISBN 978-3-525-71143-9.
- Inklusive Erziehungs- und Bildungsarbeit in der Kita. Heilpädagogische Grundlagen und Praxishilfen. 3., vollständig überarbeitete und ergänzte Auflage. Westermann-GRUPPE/Bildungsverlag EINS, Köln 2019, ISBN 978-3-427-40184-1.
- Bewegung, Spiel und Rhythmik. Drei unverzichtbare Elemente in der inklusiven Kita-Praxis. Verlag Modernes Lernen, Dortmund 2021, ISBN 978-3-8080-0901-7.
- Waldorfpädagogik in Krippe und Kita. Einblick in eine ganzheitliche Praxis, die jedem Kind seine individuelle Entwicklung ermöglicht. Oberstebrink, Freiburg 2022, ISBN 978-3-96304-610-0.
- Janusz Korczak: Die Aktualität seiner Pädagogik. Zur Erinnerung an seinem 80. Todestag. Walhalla, Regensburg 2022, ISBN 978-3-8029-8437-2.
- Mit Janusz Korczak die Heilpädagogik gestalten. Zur Erinnerung an seinen 80. Todestag.  BHP-Verlag, Berlin 2022, ISBN 978-3-942484-49-7
- Neue Herausforderungen der pädagogischen Fachkraft. Aus der Idee des Guten die Praxis in Kindertageseinrichtungen gestalten. Walhalla Verlag, Regensburg 2024, ISBN 978-3-8029-8445-7.
- Erziehung aus der Begegnung heraus gestalten. Mit Janusz Korczak über inklusionspädagogische Grundfragen nachdenken. Oberstebrink Verlag, Freiburg 2025, ISBN 978-3-96304-618-6
- Als Heilpädagoge im Ost-West-Dialog. Persönliche und berufliche Erfahrungen eines Karpatendeutschen. BHP Verlag, Berlin 2025, ISBN 978-3-942484-53-4

.

### Koautorenschaft
- Ferdinand Klein, Rudolf Erben: Heute für morgen. Sachbuch 1. Sachbuch für Sonderschulen. Verlag Dürrsche Buchhandlung, Bonn-Bad Godesberg 1975, ISBN 3-87183-072-0.
- Ferdinand Klein, Rudolf Erben: Lehrerbegleitheft zum Sachbuch für Sonderschulen. Verlag Dürrsche Buchhandlung, Bonn-Bad Godesberg 1976
- Ferdinand Klein, Friedrich Meinertz, Rudolf Kausen: Heilpädagogik. Eine Einführung in pädagogisches Sehen und Verstehen. 10., überarbeitete und erweiterte Auflage. Klinkhardt Verlag, Bad Heilbrunn 1999, ISBN 3-7815-0970-2.
- Jürgen Blickenstorfer, Hans Dohrenbusch, Ferdinand Klein (Hrsg.): Ethik in der Sonderpädagogik. Festschrift zum 65. Geburtstag von Professor Dr. Heinz Bach. Carl Marhold Verlagsbuchhandlung, Berlin 1988, ISBN 3-7864-0427-5.
- Metodická příručkak obrázkové knižce pro mentálně postižené. (Übersetzung des Lehrerheftes zum Bilderlesebuch für geistig Behinderte, Auer Verlag, Donauwörth 1992, ins Tschechische.) Lehrstuhl für Spezialpädagogik der Masaryk-Universität Brňo 1992
- Ferdinand Klein, Aranka Liptak, Johann Schürger (Hrsg.): Zipser erzählen I. Potoken und Mantaken dazähln. Verlag Hilfsbund Karpatendeutscher Katholiken e. V., Stuttgart 2000, ISBN 3-00-006826-0.
- Maximilian Buchka, Rüdiger Grimm, Ferdinand Klein (Hrsg.): Lebensbilder bedeutender Heilpädagoginnen und Heilpädagogen des 20. Jahrhunderts. 2., durchgesehene Auflage. Reinhardt Verlag, München 2002, ISBN 3-497-01611-X.
- Ferdinand Klein, Friedrich Meinertz, Rudolf Kausen:  Liecebná Pädagogik. Verlag Sapientia, Bratislava 2001, ISBN 80-89229-14-X.  (Übersetzung des Werkes Heilpädagogik. Ein pädagogisches Lehr- und Studienbuch ins Slowakische)
- Ferdinand Klein, Gerhard Neuhäuser: Heilpädagogik als therapeutische Erziehung. Reinhardt Verlag, München/Basel 2006, ISBN 3-497-01863-5.
- Armin Krenz, Ferdinand Klein: Bildung durch Bindung. Frühpädagogik: inklusiv und beziehungsorientiert. Verlag Vandenhoeck & Ruprecht, Göttingen 2012 (2. Auflage 2013), ISBN 978-3-525-70136-2.
- Gerhard Neuhäuser, Ferdinand Klein: Therapeutische Erziehung. Resiliente Erziehung in Familie, Krippe, Kita und Grundschule. Verlag Burckhardthaus bei Osterbebrink, c/o Körner Medien UG, München 2019, ISBN 978-3-96304-605-6.
- Ferdinand Klein/Anna Klein-Krušinová/Aranka Stigloher-Liptak: Zipser Trilogie I: Oberzipser erzählen – Potokon dazähln. Verlag ViViT s.r.o., Kesmark/Kežmarok 2020, ISBN 978-80-8175-060-1
- Ferdinand Klein/Anna Klein-Krušinová/Aranka Stigloher-Liptak: Zipser Trilogie II: Unterzipser erzählen – Mantaken dazähln. Verlag ViViT s.r.o., Kesmark/Kežmarok 2020, ISBN 978-80-8175-061-8
- Ferdinand Klein/Anna Klein-Krušinová/Aranka Stigloher-Liptak: Zipser Trilogie III: Franz Richweis und Ladislaus Müller – Zwei Mantaken dazähln. Verlag ViViT s.r.o., Kesmark/Kežmarok 2020, ISBN 978-80-8175-062-5
- Gabriele Scholtes/Ferdinand Klein: Die Frage nach dem Sinn. Gelebte Logotherapie im Dialog mit anthroposophisch-sozialen Handlungsfeldern. Verlag am Goetheanum, Basel 2025, ISBN 978-3-7235-1779-6.

### Herausgeber
- Begegnung und Vertrauen. Zwei Grunddimensionen des Erziehungsraumes. Edition SZH, Luzern 2001, ISBN 3-908262-19-4.
- Liečenie a výchova 1 – Heilen und Erziehen 1. 2. Auflage. Verlag Knižné Centrum Žilina, Zilina 2007, ISBN 80-8064-239-7.
- Liečenie a výchova 3 – Heilen und Erziehen 3. Verlag Knižné Centrum Žilina, Zilina 2007, ISBN 978-80-8064-293-8.
- Liečenie a výchova 2 – Heilen und Erziehen 2. 2. Auflage. Verlag Knižné Centrum Žilina, Zilina 2007, ISBN 80-8064-277-X.

## Modellversuche, Forschungsprojekte

### Berichte über wissenschaftliche Begleitung von Modellversuchen
- Erstellung von Förderprogrammen für schwer geistig behinderte und mehrfachbehinderte Kinder und Jugendliche (1985–1989). Abschlussbericht Neunkirchen 1989 (Hrsg.: Lebenshilfe für geistig Behinderte e. V., Kreis Neunkirchen; Selbstverlag, Postfach 1802, 66518 Neunkirchen)
- Gemeinsamer Unterricht an der Grundschule Rüsselsheim-Königsstätten (1985–1989) in Kooperation mit Prof. Richard Meier (Universität Frankfurt). Bericht und Studie: Voraussetzungen und Chancen des gemeinsamen Unterrichts – insbesondere im Hinblick auf die Entwicklung der (geistig behinderten) Kinder (1989). In: Hessisches Landesinstitut für Pädagogik Wiesbaden (Hrsg.): Gemeinsamer Unterricht in der Grundschule. Rüsselsheim 1998 (Informationsstelle für Sonderpädagogische Förderung, Im Apfelgarten 3, Borngrabenschule, 65428 Rüsselsheim, Selbstverlag)

### DFG-Forschungsprojekte
- Grundlagen der Haltetherapie zur Behandlung des frühkindlichen Autismus. In: Zeitschrift für Heilpädagogik. 41. Jahrgang, 12/1990, S. 859–868 (Mitautoren: Frank Janzowski/Birgit Schmäh)
- Das basal-dialogische Erziehungsprinzip in der unmittelbaren Begegnung. Grundlagen für die Entwicklung bzw. Selbstentfaltung des Kindes mit schwerer geistiger Behinderung. In: Vierteljahresschrift für Heilpädagogik und ihre Nachbargebiete. (VHN), 66. Jahrgang, 1/1997, S. 43–52 (Mitautor: Klaus-Dieter Kübler)

## Würdigungen

### Schriftliche Darstellungen
- Karolita Czeszak: Ferdinand Klein – Initiativen in der Geistigbehindertenpädagogik. Unveröffentlichte wissenschaftliche Hausarbeit im Rahmen der Ersten Staatsprüfung für das Lehramt Sonderpädagogik an der Erziehungswissenschaftlich-Heilpädagogischen Fakultät der Universität zu Köln 1992.
- Harry Bergeest, Ines Budnik, Ricarda Hübner, Tatjana Kolberg (Hrsg.): Rehabilitationspädagogik in Sachsen-Anhalt. Festschrift für Ferdinand Klein. Martin-Luther-Universität Halle-Wittenberg, Institut für Rehabilitationspädagogik, Franckesche Stiftungen Halle 1994.
- Otto Speck: Prof. Dr. Ferdinand Klein – 60 Jahre. Neubegründer des Instituts für Rehabilitationspädagogik der Martin-Luther-Universität Halle-Wittenberg. In: Behindertenpädagogik in Bayern. 3, 1994, S. 259–262.
- Hartmut Sautter, Ursula Stinkes, Rainer Trost (Hrsg.): Beiträge zu einer Pädagogik der Achtung. Festschrift zum 70. Geburtstag. Universitätsverlag Winter, Heidelberg 2004
- Andreas Metzl: Univ.-Prof. Ferdinand Klein Dr. et Prof. h. c. feiert 80. Geburtstag. In: Karpatenpost. 65. Jg., April 2014, S. 9.
- Marta Horňákova: Zum 85. Geburtstag von Ferdinand Klein. 3. August 2019. archiv-heilpaedagogik.de

### Ehrungen, Auszeichnungen (Auswahl)
- 10. Mai 1994: Ehrenurkunde. Ehrenmitglied des Instituts für Rehabilitationspädagogik der Martin-Luther-Universität Halle-Wittenberg
- 17. Mai 2002: Urkunde und Dankschreiben des Generaldirektors des slowakischen Schulministeriums für die „materielle und moralische Hilfe sowie vieljährige Mitarbeit im Bereich der Erziehung von Schülern mit besonderen Bedürfnissen“
- 5. Mai 2004: Verleihung der Comenius-Medaille der Comenius-Universität Bratislava
- 1. Juli 2005: Urkunde in „Anerkennung des großen Engagements in Lehre und Forschung sowie bei der Betreuung von Studierenden und wissenschaftlichem Nachwuchs an Hochschulen in Mittel- und Osteuropa“, überreicht beim Festakt der Stiftungsinitiative Johann Gottfried Herder, mit Empfang beim Bundespräsidenten Horst Köhler
- 19. Oktober 2006: Ernennung zum Ehrenvorsitzenden der Karpatendeutschen Landsmannschaft Slowakei e. V., Landesverband Bayern e. V.
- 31. Mai 2008: Verleihung der Ehrenbürgerschaft der Gemeinde Švedlár (Schwedler)
- 14. Mai 2010: Verleihung der höchsten Auszeichnung der Eötvös Loránd Universität Budapest Doctor et Professor Honoris Causa anlässlich ihres 375. Geburtstags für das wissenschaftliche Werk und die Verdienste um den Ost-West-Dialog. (Die gleiche Ehrung erfuhr der portugiesische Schriftsteller und Literatur-Nobelpreisträger José Saramago.)
- 18. September 2010: Verleihung der „Dankesurkunde“ des Karpatendeutschen Vereins in der Slowakei „für die aktive Tätigkeit und den kulturellen Beitrag“
- 25. August 2012: Verleihung der Goldenen Ehrennadel der Karpatendeutschen Landsmannschaft Slowakei, e. V.
- 8. April 2019: Verleihung des Verdienstkreuzes am Bande des Verdienstordens der Bundesrepublik Deutschland